# Ibrahim Aoudou
Ibrahim Aoudou (23 de agosto de 1955 — 19 de abril de 2022) foi um ex-futebolista camaronês. Ele competiu na Copa do Mundo FIFA de 1982, sediada na Espanha, na qual a seleção de seu país terminou na 17ª colocação dentre os 24 participantes.